# J500 Mérida
Der Yucatán Cup (spanisch: Copa Mundial Juvenil Yucatán) ist ein seit 1987 von der International Tennis Federation ausgetragenes World-Junior-Tennisturnier, das alljährlich im November oder Dezember in der mexikanischen Stadt Mérida stattfindet. Das Turnier ist gemeinsam mit der Trofeo Bonfiglio, dem Banana Bowl, dem Osaka Mayor’s Cup und dem Orange Bowl Teil der international bedeutsamen Serie der Grade A-Turniere und gehört damit zusammen mit den Nachwuchswettbewerben der vier Grand-Slam-Turniere zu den weltweit wichtigsten Tennisturnieren für Junioren und Juniorinnen.

## Geschichte
1987 erstmals ausgetragen, wurde das Turnier 1995 zwischenzeitlich auf Sand verlegt, bevor es ab 2000 wieder auf Hartplatz stattfand. 2013 wurde ein erneuter Wechsel auf Sandplatz beschlossen. Nachdem der Wettbewerb 2002 bereits für ein Jahr der höchsten Juniorenturnierklasse angehörte, übernahm das Turnier 2018 die Grade A-Lizenz des Abierto Juvenil Mexicano.

## Siegerliste
Vielen Siegern des Yucatán Cup gelang im Anschluss der Sprung in die Weltspitze des Damen- und Herrentennis. Zu den namhaften Gewinnern im Einzel und Doppel zählen unter anderem die Grand-Slam-Sieger Andy Roddick, Marin Čilić, Marion Bartoli und Bianca Andreescu, aber auch weitere langjährige internationale Topathleten wie Wera Swonarjowa, Agnieszka Radwańska oder Dominic Thiem.
Seit 1993 waren folgende Spielerinnen und Spieler in den Einzel- und Doppelkonkurrenzen siegreich:

### Einzel
| Jahr              | Herren                  | Damen                       |
| ----------------- | ----------------------- | --------------------------- |
| ↓ Kategorie: G2 ↓ |                         |                             |
| 1993              | Márcio Carlsson         | Cătălina Cristea            |
| 1994              | Nicolás Lapentti        | Sonya Jeyaseelan            |
| 1995              | Mariano Zabaleta        | Jessica Fernández           |
| 1996              | Martin Lee              | Melissa Middleton           |
| 1997              | José de Armas           | Cara Black                  |
| ↓ Kategorie: G1 ↓ |                         |                             |
| 1998              | Andy Roddick            | Ivana Abramović             |
| 1999              | Janko Tipsarević        | Ivana Abramović             |
| 2000              | Janko Tipsarević        | Marion Bartoli              |
| 2001              | Brian Dabul             | Wera Swonarjowa             |
| ↓ Kategorie: GA ↓ |                         |                             |
| 2002              | Chris Kwon              | Michaëlla Krajicek          |
| ↓ Kategorie: G1 ↓ |                         |                             |
| 2003              | Remko de Rijke          | Alissa Kleibanowa           |
| 2004              | Pablo Andújar           | Kateryna Bondarenko         |
| 2005              | Petru-Alexandru Luncanu | Mihaela Buzărnescu          |
| 2006              | Ričardas Berankis       | Xenija Perwak               |
| 2007              | Ričardas Berankis       | Tamaryn Hendler             |
| 2008              | Guillaume Rufin         | Heather Watson              |
| 2009              | Mitchell Frank          | Lauren Davis                |
| 2010              | Dominic Thiem           | Lauren Davis                |
| 2011              | Dominic Thiem           | Irina Chromatschowa         |
| 2012              | Filippo Baldi           | Marcela Zacarías            |
| 2013              | Filippo Baldi           | Alejandra Cisneros          |
| 2014              | Taylor Fritz            | Sofja Schuk                 |
| 2015              | Máté Valkusz            | Kayla Day                   |
| 2016              | Gabriel Décamps         | Amanda Anisimova            |
| 2017              | Juan Manuel Cerúndolo   | Alexa Noel                  |
| ↓ Kategorie: GA ↓ |                         |                             |
| 2018              | Santiago de la Fuente   | Diane Parry                 |
| 2019              | Thiago Agustín Tirante  | Victoria Jiménez Kasintseva |

### Doppel
| Jahr              | Herren                                                | Damen                                         |
| ----------------- | ----------------------------------------------------- | --------------------------------------------- |
| ↓ Kategorie: G2 ↓ |                                                       |                                               |
| 1993              | Márcio Carlsson Gustavo Kuerten                       | Cătălina Cristea Anne Pastor                  |
| 1994              | Alex Bose Kepler Orellana                             | Sonya Jeyaseelan Arthi Venkatesan             |
| 1995              | Alejandro Hernández Mariano Sánchez                   | Erin Boisclair Brooke Siebel                  |
| 1996              | Sébastien Grosjean Mariano Puerta                     | Bea Bielik Erica Biro                         |
| 1997              | Simone Amorico Diego De Vecchis                       | Erica Biro Jessica Lehnhoff                   |
| ↓ Kategorie: G1 ↓ |                                                       |                                               |
| 1998              | Alex Bogomolow Scott Lipsky                           | Clarisa Fernández Maria Emilia Salerni        |
| 1999              | Darko Mađarovski Janko Tipsarević                     | Martina Bábaková Yauheniya Subbotsina         |
| 2000              | Bruno Echagaray Santiago González                     | Giorgia Montella Melissa Torres-Sandoval      |
| 2001              | Bruno Echagaray Santiago González                     | María-José Argeri Salome Dewidse              |
| ↓ Kategorie: GA ↓ |                                                       |                                               |
| 2002              | Scott Oudsema Phillip Simmonds                        | Andreja Klepač Aurelija Misevičiūtė           |
| ↓ Kategorie: G1 ↓ |                                                       |                                               |
| 2003              | Rafael Arévalo Jaime Cuéllar                          | Alissa Kleibanowa Teodora Mirčić              |
| 2004              | Pablo Andújar Miguel Ángel Reyes Varela               | Elizabeth Kobak Yasmin Schnack                |
| 2005              | Marin Čilić Robin Roshardt                            | Agnieszka Radwańska Nataša Zorić              |
| 2006              | Axel Michon Guillaume Rufin                           | Irina-Camelia Begu Ioana Ivan                 |
| 2007              | Ričardas Berankis Rhyne Williams                      | Jelena Tschernjakowa Jade Curtis              |
| 2008              | Harry Fowler James Bo Seal                            | Mallory Burdette Ajla Tomljanović             |
| 2009              | Pavel Krainik Kevin Krawietz                          | Elisabeth Abanda Elianne Douglas-Miron        |
| 2010              | Juan Sebastián Gómez Mate Pavić                       | Ysaline Bonaventure Estelle Cascino           |
| 2011              | Luca Corinteli Thai-Son Kwiatkowski                   | Mégane Bianco Karin Kennel                    |
| 2012              | Cristian Garín Nicolás Jarry                          | Victoria Rodríguez Marcela Zacarías           |
| 2013              | Gabriel Vellinho Hocevar Rafael Matos                 | Aliona Bolsova Zadoinov Jacqueline Cabaj Awad |
| 2014              | Hady Habib Anudeep Kodali                             | Jaqueline Cristian Dalma Gálfi                |
| 2015              | Piotr Matuszewski Kacper Żuk                          | Bianca Andreescu Vanessa Wong                 |
| 2016              | Andrew Fenty Yshai Oliel                              | Sada Nahimana Maileen Nuudi                   |
| 2017              | Keenan Mayo Maximilian Wild                           | María Lourdes Carlé Ania Hertel               |
| ↓ Kategorie: GA ↓ |                                                       |                                               |
| 2018              | Román Andrés Burruchaga Alejo Lorenzo Lingua Lavallén | Hurricane Tyra Black Cori Gauff               |
| 2019              | Dali Blanch Thiago Agustín Tirante                    | Elizabeth Coleman Guillermina Grant           |